# Lichsenbach (Jagst)
Der Lichsenbach ist ein über 2 km langer Bach im Landkreis Schwäbisch Hall im nordöstlichen Baden-Württemberg, der beim Weiler Diembot der Kleinstadt Kirchberg an der Jagst von rechts und Norden in die mittlere Jagst mündet. Kurz vor dem Weiler durchfließt er die Große Klinge. Er hat über lange Strecken nur zeitweisen Durchfluss.

## Geographie

### Verlauf
Der Lichsenbach entsteht auf etwa 431 m ü. NHN als unbeständiger Auslauf eines kleinen Waldteiches zwischen den Gewannen Mittelholz im Norden und Burgholz im Süden, der auf der Beimbacher Teilgemarkung der Gemeinde Rot am See liegt. Die L 1041 Seibotenberg–Eichenau zieht nahe am Teich vorbei, die in einer westwärts laufenden Geländemulde liegt, in der etwa 200 Meter weiter im Osten just jenseits der Landesstraße eine feuchte Waldwiese das Lichtungsgewann Platte bedeckt.
Der ausfließende Bach zieht gewunden nach Westen, durchläuft nach einem Viertelkilometer einen weiteren Waldteich, wechselt über ins Gebiet von Gerabronn und kehrt sich dann nach Süden. Er läuft nun an der Flurgrenze zwischen Feldern rechts und dem größtenteils zu Beimbach gehörenden Burgholz links in einer sich stärker eintiefenden Talmulde. Nachdem er das Südwesteck des Burgholzes passiert hat, wechselt er seine Laufrichtung auf südsüdöstlich. Nun liegen auch linksseits Felder, bald danach fließt ein kurzer Graben vom rechten Hang zu, der drei angelegte Teiche entwässert. Eine Straße von Seibotenberg in Richtung Diembot tritt an seine linke Seite. Gegenüber dem Lichsenfeld fließt aus dem Nordosten kommend ein langer Bachgraben in seiner natürlichen Mulde zu, der nahe der L 1041 unweit des ehemaligen Hetzelhofes entsteht.
Die Talmulde kerbt sich nun stärker ein und der Bach wechselt über die Gerabronner Stadtgrenze ins Gebiet der Kleinstadt Kirchberg an der Jagst. Von der nun an den rechten Hang wechselnden Straße zweigt linksseits eine Erschließungsstraße zum Sommerhof ab und die ab etwa 385 m ü. NHN nun wieder südwärts laufende Talmulde entwickelt sich rasch zu einer der für die Region typischen, scharf eingeschnittenen und waldbestandenen Klingen.
Nach etwa einem halben Kilometer in dieser Große Klinge genannten Waldschlucht mit einem um fünf Meter breiten Geröllbett auf der Sohle und einigen kleinen Felsstufen im oft nur spärlich Wasser führenden Lauf erreicht der Bach den Nordrand des Kirchheimer Weilers Diembot. Diesen kleinen Ort durchquert er auf den nächsten etwa 300 Metern in meist offenem Lauf, kreuzt dabei wieder die Landesstraße und mündet dann am flussabwärtigen Rand des Weilers und weniger als 50 Meter oberhalb einer Feldwegbrücke über den Fluss von links und auf etwa 320 m ü. NHN von rechts in die mittlere Jagst.
Der Lichsenbach mündet nach etwa 2,4 km langem Lauf mit mittlerem Sohlgefälle von rund 46 ‰ etwa 111 Höhenmeter unterhalb seines Teichausflusses.

### Einzugsgebiet
Der Lichsenbach hat ein Einzugsgebiet von 2,2 km² Größe, das naturräumlich gesehen zu den Kocher-Jagst-Ebenen zählt und überwiegend im Unterraum Bartenstein-Langenburger Platten der Östlichen Kocher-Jagst-Ebenen liegt und allein mit dem mündungsnahen Teil ab der unteren Klinge im Unterraum Mittleres Jagsttal des Jagsttals. Mit etwa 441 m ü. NHN am höchsten liegt die Nordwestwecke nahe beim außerhalb liegenden Weiler Seibotenberg von Gerabronn.
Der Wald im Norden mit dem Gewann Burgholz und anliegenden Gewannen, der sich bis nahe an den Zusammenfluss der beiden großen Oberläufe herabzieht, umfasst beinahe ein Drittel des Einzugsgebiets; demgegenüber viel kleiner sind der Anteil an der Waldinsel Stadelbauerenhölzle im Nordwesten und am Streitwald im Nordosten wie auch der Schluchtwald in der Großen Klinge. Der offene Gebietsanteil steht überwiegend unterm Pflug.
Die größten Gebietsanteile gehören im Nordwesten zur Kleinstadt Gerabronn, im Südosten zur Kleinstadt Kirchberg an der Jagst, ein etwas kleinerer im Norden, im Wesentlichen das zentrale Waldgebiet, zur Gemeinde Rot am See. Besiedelte Flächen sind allein ein Schnipsel des Sommerhofs an der Jagsttalkante und ein großer Teil des Mündungsweilers Diembot, die beide auf Kirchberger Gebiet liegen.
Abgegangen sind die Einzelhöfe Fuchshof von Gerabronn rechts über der Oberlaufkehre und der ehedem zum heute Kirchberger Gaggstatt gehörende Hetzelhof am Beginn des langen linken Zuflusses.
Reihum grenzen die Einzugsgebiete der folgenden Nachbargewässer an:
- Jenseits der nordwestlichen und nördlichen Wasserscheide fließen allenfalls kleine, unbeständige Hanggerinne zur nahen unteren  Brettach, dem nächsten großen Jagst-Zufluss;
- die nordöstliche trennt vom Einzugsgebiet des Beimbachs, der der Brettach zuläuft;
- im übrigen Osten entwässert der ebenfalls unbeständige Bach vom Dornlehle zur Jagst nur etwa hundert Meter oberhalb des Lichsenbachs am oberen Ortsrand von Diembot;
- im Westen gibt es vor der abwärtigen Jagst keine dauerhaften Gewässer.

### Zuflüsse und Seen
Hierarchische Liste der Zuflüsse und  Seen, jeweils von der Quelle zur Mündung. Gewässerlänge, Seefläche, Einzugsgebiet und Höhe nach den entsprechenden Layern auf der Onlinekarte der LUBW. Andere Quellen für die Angaben sind vermerkt.
Ursprung des Lichsenbachs auf etwa 431 m ü. NHN etwa 0,8 km südwestlich von Rot am See-Werdeck als unbeständiger Teichablauf
- Entläuft dort unbeständig auf etwa 431 m ü. NHN nördlich des Burgholzes nahe der L 1041 Gerabronn-Seibotenberg–Kirchberg an der Jagst-Eichenau, deutlich unter 0,1 ha.[LUBW 5]
- (Teichablauf), von rechts und Westen auf etwa 403 m ü. NHN nahe dem Südwesteck des Waldes Burgholz, etwas über 0,1 km[LUBW 6] und ca. 0,1 km².
  -  Beginnt auf etwa 410 m ü. NHN unterhalb einer dreigliedrigen Teichkette im Neufeld, zusammen unter 0,2 ha.
- (Bach vom ehemaligen Hetzelhof), von links und Nordosten auf etwa 391 m ü. NHN gegenüber dem Lichsenfeld am Sträßchen Seibotenberg-Kirchberg-Diembot, ca. 1,2 km[LUBW 6] und ca. 0,7 km². Entsteht auf etwa 431 m ü. NHN am Westrand des Streitwaldes zur weiten Flurschneise gegenüber dem Burgholz um den abgegangenen Hetzelhof. Unbeständig.

Mündung des Lichsenbachs von rechts und zuletzt Norden auf etwa 320 m ü. NHN am Südwestrand von Diembot in die mittlere Jagst. Der Lichsenbach ist ca. 2,4 km lang und hat ein ca. 2,3 km² großes Einzugsgebiet.

## Geologie
Im überwiegende Teil des Einzugsgebietes rechts über dem Jagsttal steht Lettenkeuper (Erfurt-Formation) an und nur am Nordostrand ein schmaler Streifen von Gipskeuper (Grabfeld-Formation). An den Flanken der Großen Klinge streicht Oberer Muschelkalk aus, in dessen Schichthöhe der Bach auch mündet. Beide großen Oberläufe ziehen von Anfang an in einem Schwemmlandband, das am Eintritt in die Klinge endet, in der Hangschutt liegt. Kurz vor der Mündung hat der Bach in Diembot einen kleinen Schwemmfächer abgelagert, er mündet wenig danach in den Auenlehmen des Jagsttalgrundes. Vermutlich queren eine von Nordnordost nach Südsüdwest ziehende Störung die Bachmulde im Bereich ihres Richtungswechsels von West- auf Südlauf und eine nordöstlich-südwestliche in der Großen Klinge. Ein ehemaliger Steinbruch im Lettenkeuper am Bach vom Hetzelhof ist als Geotop ausgewiesen.

## Natur und Schutzgebiete
Der Bachlauf ist bis zum zweiten Teich am Lauf wenig ausgeprägt, danach bis zum Waldrand etwas deutlicher. Nach seiner Kehre nach Süden hat der Bach am Westrand des Buchholzes, das er in langgeschlängelter Linie neben einem Grasweg begrenzt, vergleichsweise naturnahe Abschnitte mit bis zu einem Meter Eintiefung und bis zu zwei Metern Breite des Bettes, wovon der Bach, wo er dort überhaupt Durchfluss hat, denn er versickert dort auch örtlich, nur etwa einen halben Meter bedeckt. Auf der Sohle liegen Lehm und Sandsteinkies.
Nach Ablösung vom Buchholz stehen am in der Mitte seiner Talmulde von einem Feldweg begleiteten Bach anfangs nur sporadisch Bäume und Büsche, er unterscheidet sich dort kaum von dem auf der anderen Seite des Weges laufenden Graben. Wo später das Sträßchen von Seibotenberg nach Diembot links neben ihm läuft, ist dieser Bewuchs mit teilweise auch Weiden neben dem bis zu zwei Meter breiten, mäandrierenden Bett dann beständiger.
Am Eintritt in die Große Klinge beginnt der Schluchtwald, der sich an den beiden fortlaufend höheren Hängen bis zum Knick hochzieht. Das Sträßchen nach Diembot hinunter läuft dort am mittleren rechten Hang. Diese Klinge ist bis zu 15 Meter tief steil eingeschnitten, das Bachbett auf dem Grund ist bis zu sieben Meter breit und mit grobem Geröll gefüllt. Zuweilen läuft der Bach auch über Felsplatten und kleine Stürze an ihrem Ende, zuweilen ist er von bis zu sechs Meter hohen steilen Feldwänden begleitet; er fließt jedoch nicht selten nur als kümmerliches Rinnsal. Auf diesem Schluchtabschnitt speisen zuweilen Hangquellen den Bach, darunter eine am rechten oberen Hangknick, deren Abfluss tiefer am Hang ein Sinterpolster abgelagert hat.
Die steile Geländekerbe, auf deren Grund nun neben Geröll auch größere Blöcke liegen, setzt sich am Ortsanfang von Diembot zunächst fort, jedoch ohne begleitenden Baumbewuchs und nur bis zum nunmehr nach Osten hin querenden Sträßchen, wonach zumindest auf einer Seite wieder Bäume den Bacheinschnitt begleiten. Mit seiner Sedimentfracht schiebt der nur bei seltenen Starkregen reißend werdende Bach immer wieder eine kleine Geländezunge in die Jagst hinein, ehe deren eigene Hochwasser diese wieder fortschwemmt.
Naturdenkmale sind die feuchte Lichtungswiese mit einem Eichenhain in der Platte östlich über dem Quellteich, dieser selbst sowie der ehemalige Steinbruch am Bach vom Hetzlenhof. Am westlichen Ortsrand von Diembot fließt der Lichsenbach seine letzten fünfzig Meter im Landschaftsschutzgebiet Mittleres Jagsttal mit Nebentälern und angrenzenden Gebieten.

### LUBW
Amtliche Online-Gewässerkarte mit passendem Ausschnitt und den hier benutzten Layern: Lauf und Einzugsgebiet des Lichsensbachs

Allgemeiner Einstieg ohne Voreinstellungen und Layer: Daten- und Kartendienst der Landesanstalt für Umwelt Baden-Württemberg (LUBW) (Hinweise)
1. 1 2 3 4 5  Höhe nach dem Höhenlinienbild auf dem Hintergrundlayer Topographische Karte.
2. 1 2  Länge nach dem Layer Gewässernetz (AWGN), ergänzt um ein auf der Gewässerkarte nicht berücksichtigtes Anfangsstück, das auf dem Hintergrundlayer Topographische Karte abgemessen wurde.
3. 1 2  Einzugsgebiet abgemessen auf dem Hintergrundlayer Topographische Karte.
4. ↑  Seefläche nach dem Layer Stehende Gewässer.
5. ↑  Fläche des umfassenden Biotops nach dem Layer Geschützte Biotope.
6. 1 2  Länge abgemessen auf dem Hintergrundlayer Topographische Karte.
7. ↑  Ehemaliger Steinbruch nach dem Layer Geotop.
8. ↑  Schutzgebiete nach den einschlägigen Layern, Natur teilweise nach dem Layer Geschützte Biotope.

### Andere Belege
1. ↑  Wolf-Dieter Sick: Geographische Landesaufnahme: Die naturräumlichen Einheiten auf Blatt 162 Rothenburg o. d. Tauber. Bundesanstalt für Landeskunde, Bad Godesberg 1962. → Online-Karte (PDF; 4,7 MB)
2. ↑  Geologie nach den Layern zu Geologische Karte 1:50.000 auf: Mapserver des Landesamtes für Geologie, Rohstoffe und Bergbau (LGRB) (Hinweise)